# Beechcraft RC-12 Guardrail
Beechcraft RC-12 Guardrail — американский самолёт радиоэлектронной разведки, созданный авиастроительной компанией Beechcraft на базе моделей King Air и Super King Air. От транспортных самолётов на базе King Air, используемых вооружёнными силами США (особенно Армией США), отличается наличием разного электронного оборудования, позволяющего собирать, обрабатывать и передавать разведывательную информацию.

## Разработка самолёта
Самолёты радиоразведки типа Guardrail поступили на вооружение Армии США в 1971 году. Вплоть до начала 1980-х годов самолёты типа Guardrail строились на базе U-21 Ute, однако позже состоялся переход на базу C-12, а платформа Guardrail подверглась ряду обновлений в плане структуры, двигателей и электронного оборудования, что привело к появлению серии вариантов данного самолёта.

## Варианты самолёта

### RC-12D

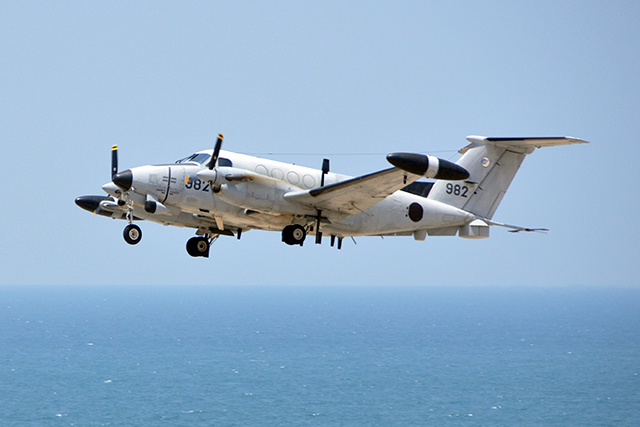
Самолёт Beechcraft RC-12D ВВС Израиля взлетает с авиабазы Сде-Дов (Тель-Авив, 2014)

RC-12D — самолёт, использовавшийся в системе Improved Guardrail V. Основан на модели King Air Model A200CT. Этот самолёт Специальной электронной миссии Армии США (англ. US Army Special Electronic Mission) использовала систему дистанционного перехвата и пеленгования AN/USD-9 Improved Guardrail V. К соответствующему наземному оборудованию относились интегрированный обрабатывающий комплекс AN/TSQ-105(V)4, аэродромный фургон AN/ARM-63(V)4 AGE и тактический командный терминал AN/TSC-87.
Изначально на вооружении Армии США было 12 самолётов типа RC-12D, которые представляли собой переделку моделей C-12D (эксплуатация началась с середины 1983 года). Один самолёт был в распоряжении Командования Армии США (FORSCOM) в Форт-Макферсон (Атланта, штат Джорджия), остальные использовались 1-м батальоном военной разведки в Висбадене и 2-м батальоном военной разведки в Штутгарте. В конце 1991 года самолёты этих батальонов были переданы 3-му, 15-му и 304-му батальонам военной разведки, базировавшимся в Кэмп-Хамфрис (Республика Корея), Форт-Худ (штат Техас) и Форт-Уачука (штат Аризона), а один самолёт обратно переоборудовали в прежний вариант C-12D-1.
Ещё пять самолётов наподобие RC-12D были проданы Израилю и заступили на службу в 191-ю эскадрилью на авиабазе Сде-Дов. Эти самолёты обозначались RC-12D-FW или FWC-12D, где FW расшифровывалось как «Field Wind» (англ. Ветер в поле) — предполагается, что этим обозначалось некое электронное оборудование, установленное израильскими специалистами на самолёт. Также их обозначали словосочетанием «Big Apple» (англ. Большое яблоко).

### RC-12G
RC-12G — модель, использовавшаяся в системе Crazy Horse. Базой для данного самолёта был King Air A200CT. Модель была схожа с RC-12D, однако обладала бо́льшей максимальной взлётной массой 6800 кг. Три подобных экземпляра были собраны на базе C-12D и поступили на вооружение в 1985 году. Они несли службу в Латинской Америке, позже использовались 138-й ротой военной разведки (воздушного наблюдения) (англ. 138th Military Intelligence Company (Aerial Exploitation)) в Орландо (штат Флорида), а потом были переданы на хранение в Форт-Силл (штат Оклахома).

### RC-12H
RC-12H — модель, использовавшаяся в системе Guardrail/Common Sensor System 3 (Minus). Он был схож во многом с моделью RC-12D: максимальная взлётная масса, как и в случае с RC-12G, достигала 6800 кг. Эта модель появилась после выхода RC-12G: подрядчик ESL Inc. собрал шесть подобных самолётов в 1988 году, которые использовались 3-м батальоном военной разведки на базе Кэмп-Хамфрис в южнокорейском городе Пхёнтхэк.

### RC-12K
RC-12K — модель, использовавшаяся в системе Guardrail/Common Sensor System 4. Она отличалась от RC-12H более мощным турбовинтовым двигателем PT6A-67 (мощность 820 кВт), максимальная взлётная масса достигала 7250 кг. Девять таких самолётов были заказаны Армией США в октябре 1985 года: восемь из них пришли на замену в 1-й батальон военной разведки в мае 1991 года вместо RC-12D. Один из этих самолётов вскоре разбился в авиакатастрофе. Девятый самолёт был приобретён подрядчиком Raytheon и переделан в модель RC-12N. Ещё два самолёта RC-12K были доставлены в Израиль в мае—июне 1991 года.

### RC-12N

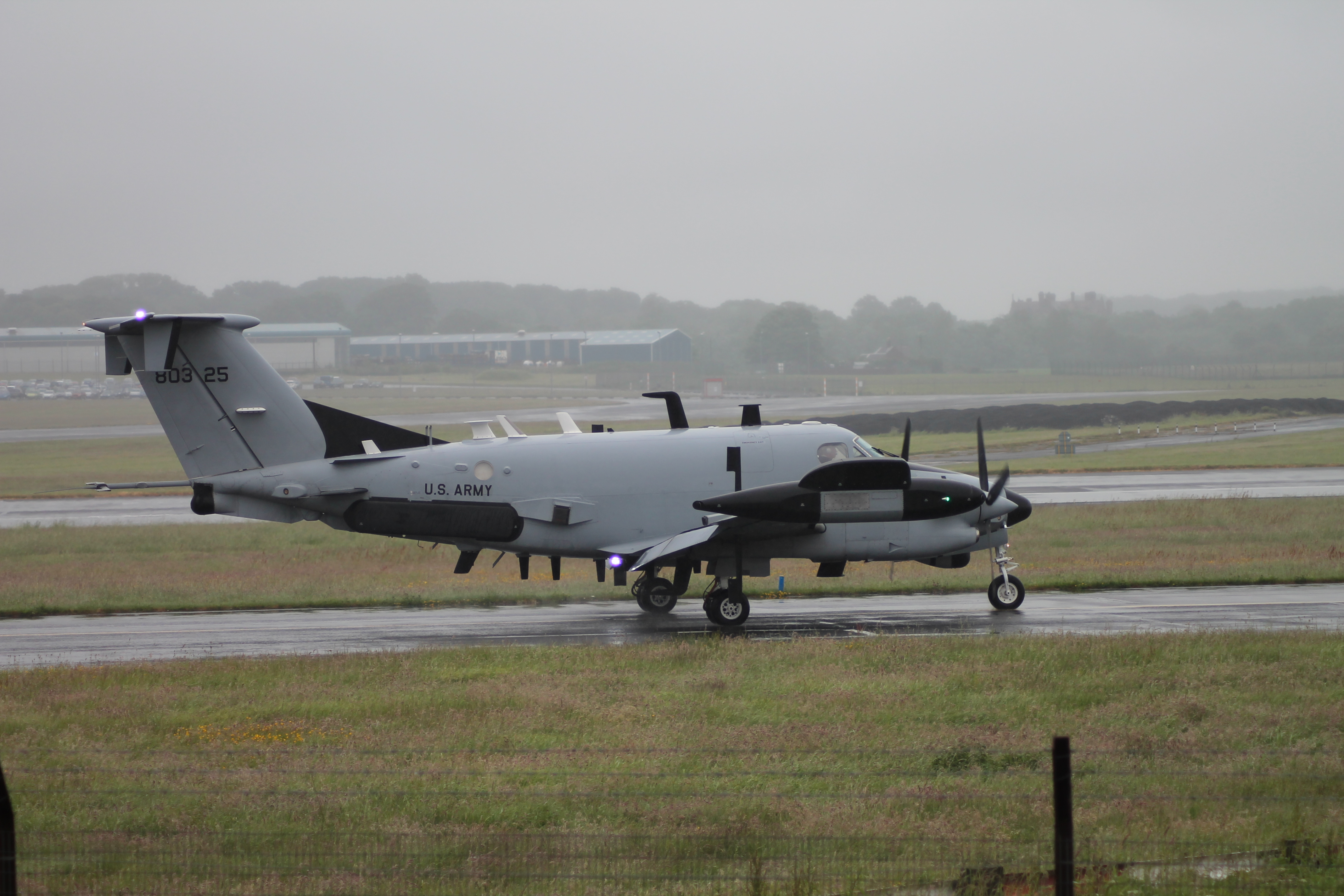
Самолёт Beechcraft RC-12N в 2013 году

RC-12N — модель, использовавшаяся в системе Guardrail/Common Sensor System 1. По сравнению с RC-12K взлётная масса выросла до 7350 кг, также он был оснащён сдвоенным EFIS и системой управления и живучести самолёта ASE/ACS. Прототип RC-12N был создан на базе RC-12K. Всего 15 самолётов были переоборудованы компанией E-Systems: в 1992—1993 годах их передали 224-му батальону военной разведки на аэродроме Хантер-Арми (штат Джорджия) и 304-му батальону военной разведки на аэродроме Либби-Арми (Форт-Уачука, штат Аризона). Один самолёт из 224-го батальона военной разведки вскоре разбился в авиакатастрофе.

### RC-12P

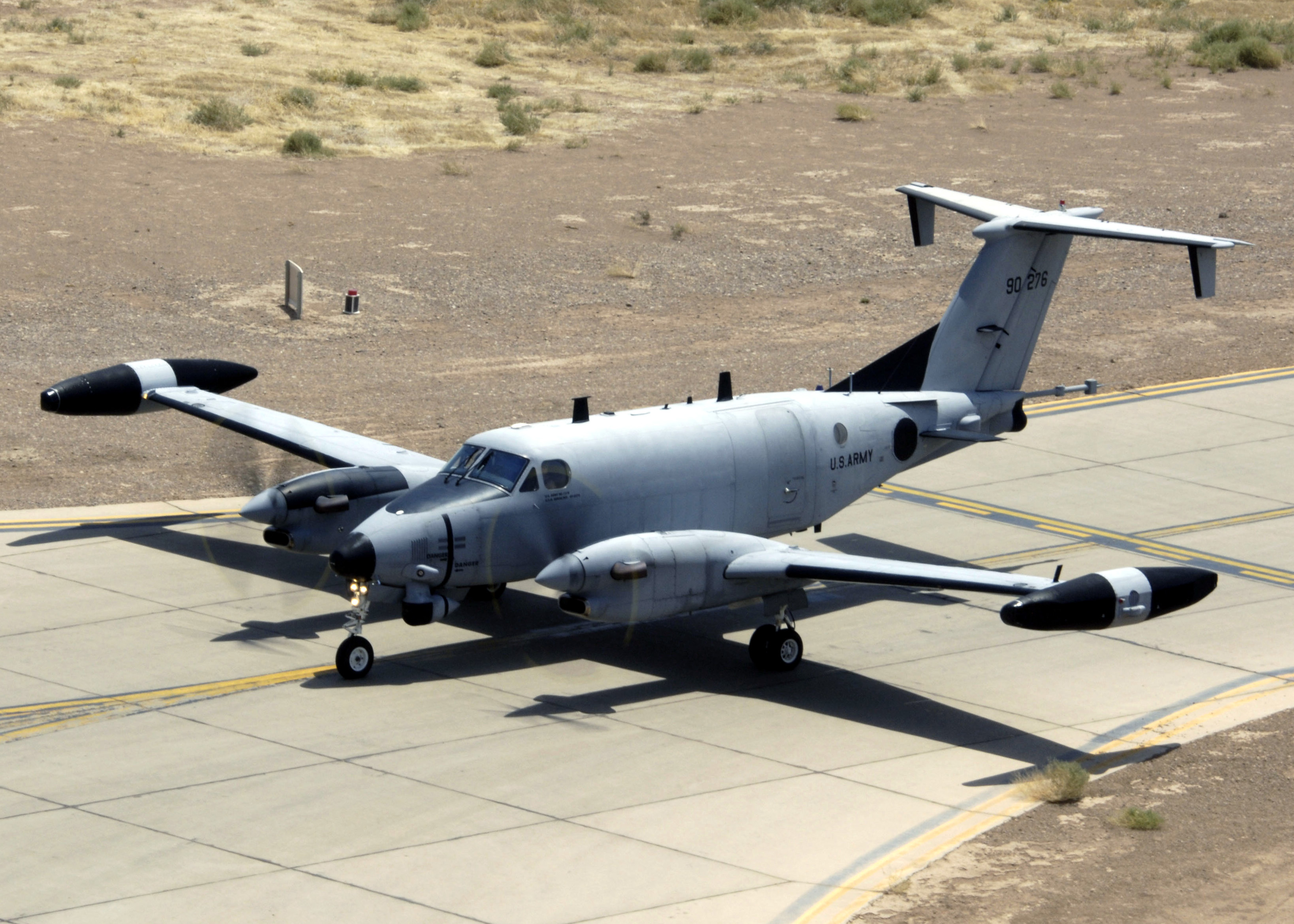
Вариант RC-12P

RC-12P — модель, использовавшаяся в системе Guardrail/Common Sensor System 2. Электронное оборудование и двигатели были заимствованы у RC-12N: из изменений выделялись наличие оборудования для разных миссий (в том числе канал передачи данных), оптоволоконные соединения, маленькие и лёгкие контейнеры на крыльях. Максимальная взлётная масса достигла 7480 кг. Всего было выпущено 9 таких самолётов, доставленных ESL/TRW на федеральный аэродром Моффетт в 1994—1995 годах: они находились там и в 1999 году.

### RC-12Q
RC-12Q — модель, представлявшая собой прямой спутниковый ретранслятор (англ. Direct Air Satellite Relay). Эти самолёты появились в результате модификации трёх RC-12P, работу над которыми вели компании Raytheon и TRW. Они должны были служить «материнскими кораблями» для RC-12P, чтобы расширить их зону действия за пределами той местности, которая отражалась на спутниковых снимках. Эти самолёты были направлены в 1996 году TRW для доработки, оставшись там в 1999 году. Особенностью RC-12Q был дорсальный обтекатель, в котором находилась антенна спутниковой связи.

### RC-12X
Новейшими вариантами самолётов семейства RC-12 стали модели RC-12X и RC-12X+, использовавшиеся в операции «Несокрушимая свобода» и Иракской войне. Модель RC-12X представляла собой вариант для использования с сенсорами типа Guardrail Common Sensor, предусматривавшими более широкий диапазон используемых частот, возможность засекать сигналы в режиме ожидания и активном режиме, а также наличие адаптивной выпрямленной антенной решётки, способной обнаруживать источники в плотной сигнальной среде. На июль 2012 года, по данным Northrop Grumman, самолёты RC-12X Guardrail выполнили более 1000 миссий, начиная с 2011 года.
Сенсор Guardrail Common Sensor (GR/CS), известный также под названиями моделей самолётов RC-12X и RC-12X+, представлял собой воздушную локационную систему радиоэлектронной разведки и точного целеуказания с фиксированным крылом. Сенсор обнаруживал радиосигналы в низком, среднем и высоком диапазоне, а также сигналы ELINT, обозначая и классифицируя их. Также он определял источник поступления сигнала, предоставляя информацию в режиме, близком к реальному времени. В качестве центра уведомлений и системы обработки данных использовалась система Guardrail Mission Operations Facility (MOF).

### RC-12X+
RC-12X+ стала дальнейшим развитием RC-12X, будучи принятой на вооружение в 2016 году. В 2017 году на развитие программы самолётов радиоэлектронной разведки RC-12X было выделено 462 млн. долларов США. Было заявлено, что компания Northrop Grumman займётся модернизацией всех имеющихся образцов RC-12 до уровня RC-12X с возможностью их эксплуатации до 2025 года и введения новых функций в систему с расширенными возможностями. Предусматривалось также повышение стойкости самолёта путём унификации образцов, установки новой стеклянной кабины, внесения структурных изменений и значительных улучшений в аппаратном и программном обеспечении.

## Происшествия
Зафиксировано две авиакатастрофы с участием самолётов Beechcraft RC-12 Guardrail: обе произошли во время учебных полётов. 16 апреля 1997 года разбился самолёт RC-12N, принадлежавший 224-му батальону военной разведки: тогда погибли два человека. Ещё один самолёт RC-12K из 1-го батальона военной разведки разбился 6 ноября 1998 года, и тогда погибли ещё два человека. В ходе расследования обоих происшествий Совет по расследованию при Центре безопасности Армии США (англ. United States Army Safety Center Accident Boards) в своих рекомендациях Командованию Армии США по обучению и доктринам предложил «пересмотреть задания обучающего руководства лётчиков, связанные с глушением двигателя, полётом на малой скорости и визуальными погодными условиями» (англ. Reevaluate the ATM Tasks for stalls, slow flight and VMC). В феврале 1999 года генерал-майор и командующий Разведывательным центром Армии США Джон Д. Томас (англ. John D. Thomas) направил старшего пилота-инструктора по стандартизации и офицера службы безопасности 305-го батальона военной разведки (англ. 305th Military Intelligence Battalion) в Центр авиации Армии США (англ. United States Army Aviation Center / USAAVNC) с целью проверки результатов расследования гибели RC-12K на предмет того, стало ли неправильное обучение причиной катастрофы. В результате было рекомендовано пересмотреть руководство управления самолётами по вышеозначенным вопросам (TC 1-219, Tasks for Slow Flight, Stalls and VMC)